# Днепровский район (Днепропетровская область)
Днепро́вский райо́н (иногда Днипро́вский райо́н, от укр. Дніпровський район) — административная единица в Днепропетровской области Украины. Создан в 1965 году. Административный центр — город Днепр.

## География

### Расположение
Район граничит с Каменским, на западе, с Криворожским, на юго-западе, с Никопольским, на юге, с Синельниковским, на юго-востоке, с Самаровским на северо-востоке.

### Гидрография
Через территорию района протекают реки — Днепр, Самара,
Орель,
Кильчень,
Мокрая Сура,
Сухая Сура,
Маячка,
Губиниха,
Грушевка,
Татарка.

## История
Район был упразднён 21 января 1959 года, восстановлен 4 января 1965 года. До 2016 года именовался Днепропетровским районом; нынешнее название присвоено постановлением Верховной Рады Украины от 19 мая 2016 года.
17 июля 2020 года в результате административно-территориальной реформы район был укрупнён, в его состав вошли территории:
- Днепровского района,
- Солонянского района,
- Петриковского района,
- Царичанского района,
- а также города областного значения Днепр.

## Население
Численность населения района в укрупнённых границах — 1 179,3 тыс. человек.
Численность населения района в границах до 17 июля 2020 года по состоянию на 1 января 2020 года — 83 879 человек, из них городского населения — 42 639 человек, сельского — 41 240 человек.

## Административное устройство
Район в укрупнённых границах с 17 июля 2020 года делится на 17 территориальных общин (громад), в том числе 2 городские, 6 поселковых и 9 сельских общин (в скобках — их административные центры):
- Городские:
  - Днепровская городская община (город Днепр),
  - Подгородненская городская община (город Подгородное);
- Поселковые:
  - Новопокровская поселковая община (пгт Новопокровка),
  - Обуховская поселковая община (пгт Обуховка),
  - Петриковская поселковая община (пгт Петриковка),
  - Слобожанская поселковая община (пгт Слобожанское),
  - Солонянская поселковая община (пгт Солёное),
  - Царичанская поселковая община (пгт Царичанка);
- Сельские:
  - Китайгородская сельская община (село Китайгород),
  - Любимовская сельская община (село Любимовка),
  - Ляшковская сельская община (село Ляшковка),
  - Могилёвская сельская община (село Могилёв),
  - Николаевская сельская община (село Николаевка),
  - Новоалександровская сельская община (село Новоалександровка),
  - Святовасильевская сельская община (посёлок Святовасильевка),
  - Сурско-Литовская сельская община (село Сурско-Литовское),
  - Чумаковская сельская община (село Чумаки).

### История деления района

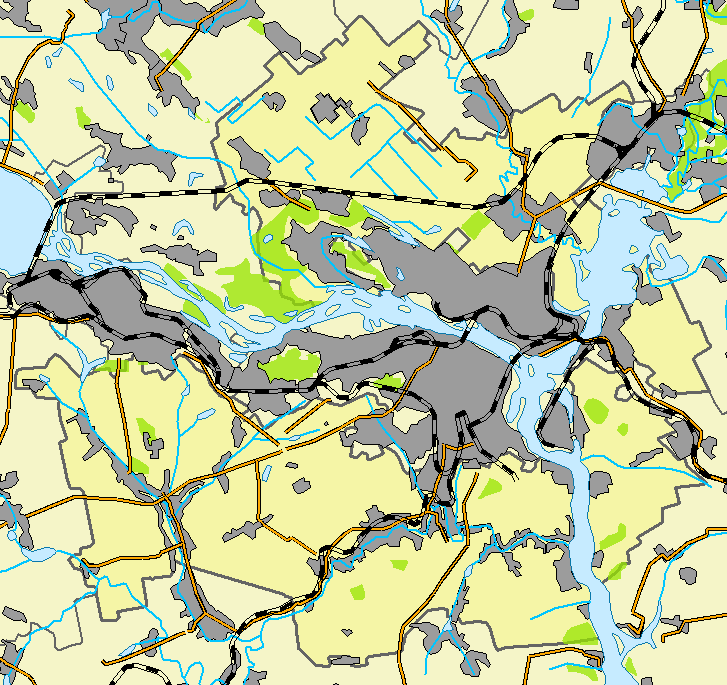
Район в старых границах до 17 июля 2020 года

Район в старых границах до 17 июля 2020 года включал в себя:
| - Городских советов: 1 - Поселковых советов: 2 - Сельских советов: 14 | - Городов: 1 - Посёлков городского типа: 2 - Посёлков: 6 - Сёл: 34 |

Местные советы (в старых границах до 17 июля 2020 года):
| - Подгородненский городской совет - Обуховский поселковый совет - Слобожанский поселковый совет - Александровский сельский совет - Волосский сельский совет - Горьковский сельский совет - Любимовский сельский совет - Николаевский сельский совет - Новоалександровский сельский совет | - Новониколаевский сельский совет - Партизанский сельский совет - Баловский сельский совет - Степнянский сельский совет - Степовой сельский совет - Сурско-Литовский сельский совет - Новотаромский сельский совет - Чумаковский сельский совет |

Населённые пункты (в старых границах до 17 июля 2020 года)
| с. Александровка с. Баловка с. Благовещенка с. Братское с. Василевка с. Виноградное с. Волосское пос. Горького с. Горяновское с. Днепровое с. Долинское | с. Дорогое пос. Дослидное с. Зелёный Гай пос. Заря с. Каменка с. Любимовка с. Маевка с. Майорка с. Николаевка с. Новоалександровка с. Новое | с. Новониколаевка с. Новотаромское пгт Обуховка с. Партизанское с. Пашена Балка с. Перемога с. Перше Травня г. Подгородное с. Приднепрянское с. Ракшевка пгт Слобожанское | с. Старые Кодаки с. Степовое (Степнянский сельский совет) с. Степовое (Степовой сельский совет) пос. Сурское с. Сурско-Клевцево с. Сурско-Литовское с. Червоный Садок с. Чувилино с. Чумаки пос. Шевченко |

Ликвидированные населённые пункты  (в старых границах до 17 июля 2020 года)
| с. Долина | с. Карла Либкнехта |

## Экономика

### Промышленность
В районе действуют 12 строительный организаций и 16 промышленных предприятий, например, такие, как СП «Днепромстройэкспорт», Баловский комбинат хлебопродуктов, ООО «Гарант», облкооппромторг облпотребсоюза, завод деревянных изделий, комплектации и сбыта, ООО «Новоалександровский завод керамических изделий», «Агровест», «Днепроагропромстройматериалы», Подгороднянский участок Высоковольтных электрических сетей ОАО"ЭК"Днепрооблэнерго"", Днепропетровский район электрических сетей ОАО"ЭК"Днепрооблэнерго", транспортное спецавтопредприятие.

### Сельское хозяйство
Сегодня район объединяет все пригородные хозяйства и недаром завоевал славу сельскохозяйственного цеха двух мощных индустриальных центров — Днепра и Каменского, обеспечивая эти города овощной и молочной продукцией. Это, в свою очередь, и определило овоще-молочное направление специализации сельского хозяйства.
Производством сельхозпродукции заняты 235 сельскохозяйственных формирований.
Хозяйства района специализируются:
- в земледелии — на выращивании зерна (озимой пшеницы, кукурузы, подсолнечника и сахарной свёклы);
- в животноводстве — на производстве молока, мяса, яиц.

Общая площадь сельскохозяйственных земель составляет 112,4 тыс. га, в том числе сельхозугодий 111,3 тыс. га, из них 92,7 тыс. га — пашня.
Площади, выделенные под посевы сельхозкультур, составляют 83,5 тыс. га, в том числе:
- зерновые культуры — 43,3 тыс. га,
- технические — 11,0 тыс. га,
- овоще-бахчевые — 7,2 тыс. га,
- кормовые — 22,0 тыс. га.[21]

## Социальная сфера

### Образование
Действуют 28 школ, 4 внешкольных учреждения:
- Эколого-производственное объединение детей и учащейся молодёжи,
- Дом детского творчества,
- Центр технического творчества и досуга школьников и молодёжи[22].

### Здравоохранение
В районе действуют 37 лечебных учреждений. Крупнейшие — центральная районная больница и Подгородненская городская больница. Также отвечают современным требованиям Любимовская, Николаевская, Сурско-Литовская и Новоалександровская больницы. Кроме того, в сельской местности работают 16 фельдшерско-акушерских пунктов, 13 амбулаторий, 4 участковые больницы, 2 профилактория, 5 оздоровительных пунктов.